# 蛾野正洋
蛾野正洋（がのまさひろ、1987年〈昭和62年〉2月9日 - ）は、日本の元モノマネ芸人。かつてはSHUプロモーションに所属していた。

## 人物
趣味はプロレス観戦、プロレス（西口プロレス・西口ドアへ定期出場）。必殺技はケンカキック、ゲンカンキック、STF、スタンド式STF、ダイビングショルダータックル、安全式バックフリップ。
特技は家具の梱包（ホームセンターに7年勤務）。
蝶野選手風早口言葉の芸風で知られている。
弓道2段（高校3年間）を所持している。
2020年7月21日、新型コロナウイルスへの感染を事務所を通して公表。芸名の字面が似ているため蝶野が感染したと勘違いする者が多く現れ（伊集院光は、あるメディアが『プロレス関係者では初』という見出しをつけた報道をしたことに苦言を呈している）、一部から「売名行為」と批判の声まで上がるも蝶野本人はTwitter上で蛾野に励ましの言葉とエールを送った。
翌月1日には退院し、永島勝司から蝶野と間違われて退院祝いのメッセージを送られている。
2023年2月17日に引退試合を開催し、同19日に自身のTwitterを更新。一般企業への就職のため引退を発表。

## レパートリー
- 蝶野正洋（本人と共演済み[12]）
- 北斗晶
- 天龍源一郎
- 棚橋弘至
- 銀河万丈
- 立木文彦
- 中村獅童（顔まね）
- 昌子源（顔まね）
- 瑛人（顔まね）

など

## 出演

### テレビ
- 博士と助手〜細かすぎて伝わらないモノマネ選手権〜（フジテレビ）
- 有田ジェネレーション（TBS）[14]
- いろはに千鳥（テレビ埼玉）
- 水曜日のダウンタウン（TBS）

### ネット
- JLCレジャーチャンネル公式YouTube『内山くんVS』※蝶野本人と共演